# Киноповесть
Киноповесть (греч. kineo — двигаю) — один из поджанров кинематографа, выделяемый наряду с кинороманом и кинодрамой, произведение киноискусства, сюжет которого сравнительно сложный и базируется на целом ряде событий, причём в нём достигается эпическая широта охвата изображаемой действительности. С появлением Голливуда в начале XX века киноповесть, как правило, в форме художественного фильма доминирует в коммерческом кино.
Во второй половине XX веке получило распространение иное значение этого термина: ударение переносится со слова «кино» на слово «повесть». Так, киноповестью называют сценарий, умышленным образом переработанный для чтения (при переработке изымаются специфические кинематографические термины, расширяются диалогические сцены, вводятся лирические отступления, грамматическое настоящее время меняется прошлым и т. п.). Кроме того, так называют повесть, созданную с сознательной ориентацией на определённые кинематографические приёмы повествования (измельчение действия на короткие эпизоды, лаконичность диалога и авторских объяснений, монтажный характер эпизодов и т. п.). Выдающимся мастером и в некоторой степени первооткрывателем жанра был украинский режиссёр Александр Довженко («Зачарованная Десна», «Украина в огне» и др.).
Киноповесть — фильм, который рассказывает вымышленную историю или рассказ. Киноповесть, как правило, противопоставляется документальным, а также некоторым экспериментальным фильмам, хотя иногда документальные фильмы могут тоже рассказывать историю.
В отличие от художественной литературы, которая, как правило, рассказывает о полностью вымышленных ситуациях и событиях, кино всегда ближе к жизни.